# Eiffelov most
Eiffelov most poznat kao i Skenderija most nalazi se u Sarajevu u blizini Skenderije. Prema predanju most na Skenderiji, koji je sagrađen 1893. godine, urađen je po nacrtima francuskog inženjera Gustava Eiffela, iako za to ne postoji konkretan dokaz. Most povezuje desnu i lijevu obalu Miljacke. Rekonstrukcija mosta obavljena je 2004. godine.
U zadnje vrijeme sve više zaljubljenih parova stavljaju lokote sa svojim imenima i ta pojava je najizraženija na ovom mostu. 

## Arhitektura
Most je napravljen od željezne konstrukcije, vrlo slične Eiffelovom tornju. Željezni polusvodovi ga omeđuju s dvije strane i napravljeni su od 10 kvadratnih okomitih držača nad kojima je postavljen masivni željezni nosač. Pod mosta je obložen kamenim kockicama. Preko mosta je zabranjen promet motornim vozilima i služi kao pješački prijelaz.

## Vanjske poveznice
- informativni medij